# Lindy Etzensperger
Lindy Etzensperger (* 9. November 1998) ist eine Schweizer Skirennfahrerin. Sie ist auf die Disziplinen Riesenslalom, Super-G und Abfahrt spezialisiert.

## Biografie
Etzensperger stammt aus Gamsen im Kanton Wallis und ist die Tochter der erfolgreichen Skibergsteigerin Nathalie Etzensperger. Als 16-Jährige nahm sie ab November 2014 an FIS-Rennen und nationalen Juniorenrennen teil. Ihre ersten Einsätze im Europacup hatte sie im Januar 2017, der erste Sieg in einem FIS-Rennen gelang ihr im November 2017. Erstmals Europacup-Punkte gab es für sie am 9. Dezember 2017, mit Platz 22 im Super-G von Kvitfjell.
In der Saison 2018/19 konnte sich Etzensperger endgültig im Europacup etablieren. Den ersten Sieg in dieser Rennserie konnte sie am 31. Januar 2019 beim Riesenslalom von Tignes feiern. Etwas mehr als drei Wochen später gewann sie bei den Juniorenweltmeisterschaften 2019 im Fassatal die Bronzemedaille im Super-G. Ihr Weltcup-Debüt hatte sie am 8. März 2019 beim Riesenslalom von Špindlerův Mlýn, wo sie mit Platz 27 auf Anhieb die ersten Weltcuppunkte holte.

## Erfolge

### Weltcup
- 1 Platzierung unter den besten 30

### Weltcupwertungen
| Saison  | Gesamt | Gesamt | Riesenslalom | Riesenslalom |
| Saison  | Platz  | Punkte | Platz        | Punkte       |
| ------- | ------ | ------ | ------------ | ------------ |
| 2018/19 | 131.   | 4      | 56.          | 4            |

### Europacup
- 4 Platzierungen unter den besten zehn, davon 1 Sieg:

| Datum           | Ort    | Land       | Disziplin    |
| --------------- | ------ | ---------- | ------------ |
| 31. Januar 2019 | Tignes | Frankreich | Riesenslalom |

### Juniorenweltmeisterschaften
- Fassatal 2019: 3. Super-G, 10. Riesenslalom, 12. Abfahrt, 12. Alpine Kombination

### South American Cup
- 3 Podestplätze, davon 2 Siege

| Datum              | Ort          | Land        | Disziplin    |
| ------------------ | ------------ | ----------- | ------------ |
| 18. September 2019 | Cerro Castor | Argentinien | Riesenslalom |
| 5. August 2024     | Chapelco     | Argentinien | Riesenslalom |

### Weitere Erfolge
- 5 Siege in FIS-Rennen